# Blatec (Vinica)
Blatec (makedonska: Блатец) är en ort i Nordmakedonien. Den ligger i kommunen Vinica, i den östra delen av landet, 100 kilometer öster om huvudstaden Skopje. Blatec ligger 648 meter över havet och antalet invånare är 2 024.